# Tarek Salman
Tarek Salman Suleiman Odeh (tiếng Ả Rập: طارق سلمان سليمان عودة; sinh ngày 5 tháng 12 năm 1997) là một cầu thủ bóng đá chuyên nghiệp người Qatar hiện thi đấu ở vị trí tiền vệ hoặc hậu vệ cho câu lạc bộ Al Sadd và đội tuyển quốc gia Qatar.